# ماریکا دومینچیک
ماریکا دومینچیک (انگلیسی: Marika Domińczyk؛ زادهٔ ۷ ژوئیهٔ ۱۹۸۰) یک هنرپیشه اهل لهستانی-آمریکایی است. وی از سال ۲۰۰۰ میلادی تاکنون مشغول فعالیت بوده‌است.

## گزیدهٔ آثار

### سینما
- امیدوارم آن‌ها در جهنم آبجو سرو کنند (۲۰۰۹)
- باکره چهل ساله (۲۰۰۵)
- ۳ ای.ام. (۲۰۰۱)

### تلویزیون
- ذهن‌های مجرم (۲۰۱۳)
- یگان (۲۰۰۹)
- دکتر هاوس (۲۰۰۸)
- استخوان‌ها (۲۰۰۶)
- قانون و نظم: واحد قربانیان ویژه (۲۰۰۱)